# Дома 1208 км
Дома 1208 км — хутор в Балезинском районе Удмуртии России.

## География
Деревня стоит на маленькой реке — притоке реки Чепца. Деревня выросла из остановки вблизи деревни Шур.
Население — 8 человек (2007).
В деревне одна улица вдоль железной дороги.

## История
До 2021 года входила в Воегуртское сельское поселение. После его упразднения входит в образованный муниципальный округ Балезинский район, согласно Закону Удмуртской Республики от 17.05.2021 № 49-РЗ к 30 мая 2021 года.

## Население
| 2010 | 2012 | 2014 |
| ---- | ---- | ---- |
| 12   | ↘6   | ↗9   |

## Инфраструктура
Путевое хозяйство.

## Транспорт
Доступен автомобильным и железнодорожным транспортом.